# Brit Awards

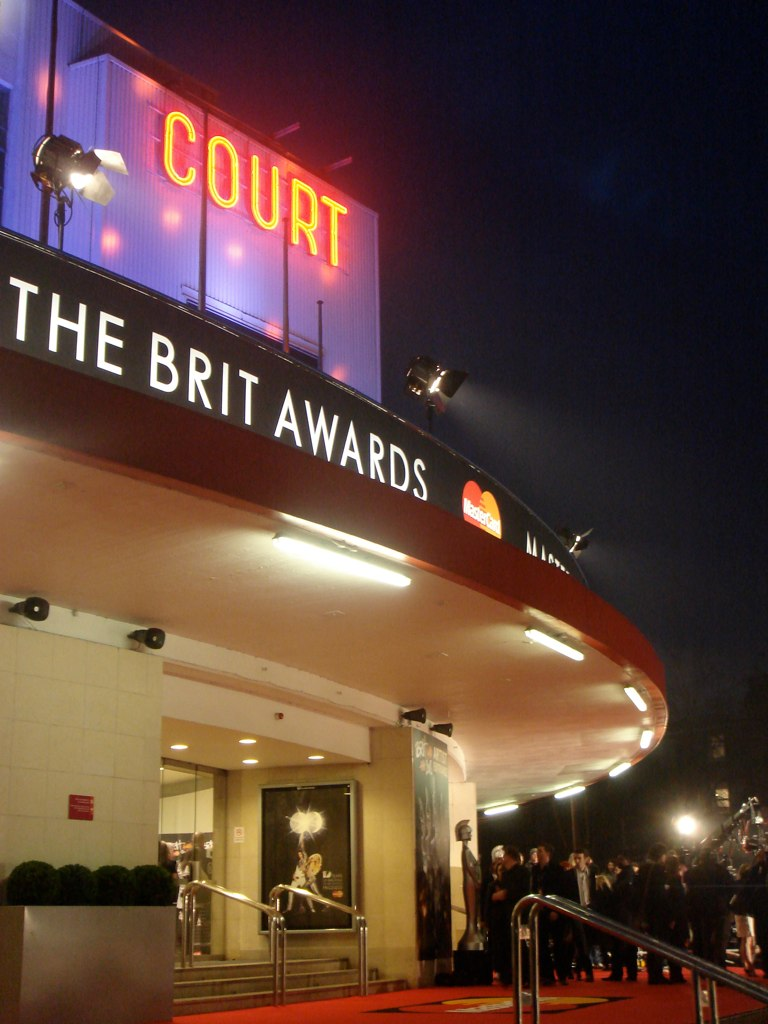
De rode loper van de Brit Awards in 2008

De Brit Awards of BRITs worden jaarlijks uitgereikt in Groot-Brittannië. Het is de belangrijkste prijsuitreiking in de Britse muziekindustrie. Er zijn categorieën specifiek voor Britse muziek, maar ook internationale Awards worden uitgereikt. In 2005 vierden de BRITs hun 25-jarig bestaan.

## Geschiedenis
De Brit Awards werden voor het eerst gehouden in 1977 als deel van het Zilveren Jubileum van Koningin Elizabeth II. Het was een viering van 25 jaar Britse Muziek Industrie. Onder de winnaars die avond waren o.a. The Beatles en Cliff Richard.
De volgende Award show vond vijf jaar later plaats en heette toen British Phonographic Industry Awards. Pas 7 jaar daarna werd de naam veranderd in BRITs.

## Winnaars

### 2024
- British Artist of the Year - Charli XCX
- Album - Brat van Charli XCX
- Song of the Year - Guess van Charli XCX & Billie Eilish
- British Group - Ezra Collective
- Best Pop - Jade
- Best R&B - Raye
- Best Dance - Charli XCX
- Best Rock - Sam Fender
- Best Hip-Hop - Stormzy
- Best New Artist - The Last Dinner Party
- Internationale artiest - Chappell Roan
- Internationale groep - Fontaines D.C.
- Internationale single - Good Luck, Babe! van Chappell Roan
- Rising Star - Myles Smith
- Songwriter - Charli XCX
- Producer - A.G. Cook
- Global Success - Sabrina Carpenter

### 2023
- British Artist of the Year - Raye
- British Album - My 21st Century Blues van Raye
- Song of the Year - Escapism van Raye
- British Group - Jungle
- Best Pop - Dua Lipa
- Best R&B - Raye
- Best Dance - Calvin Harris
- Best Rock - Bring Me the Horizon
- Best Hip-Hop - Casisdead
- Best New Artist - Raye
- Internationale artiest - SZA
- Internationale groep - Boygenius
- Internationale single - Flowers van Miley Cyrus
- Rising Star - The Last Dinner Party
- Songwriter - Raye
- Producer - Chase & Status
- Global Icon - Kylie Minogue

### 2022
- British Artist of the Year - Harry Styles
- British Album - Harry's House van Harry Styles
- British Group - Wet Leg
- British Single - As It Was van Harry Styles
- Best Pop/R&B - Harry Styles
- Best Dance - Becky Hill
- Best New Artist - Wet Leg
- Best Rock - The 1975
- Best Hip-Hop - Aitch
- Internationale artiest - Beyoncé
- Internationaal nummer - Break My Soul van Beyoncé
- Internationale groep - Fontaines D.C.
- Producer van het jaar - David Guetta
- Songwriter van het jaar - Kid Harpoon
- Rising Star - Flo

### 2021
- British Artist of the Year - Adele
- British Group - Wolf Alice
- British Breaktrough - Little Simz
- British Album - Adele met 30
- British Single - Adele met Easy on Me
- Best Pop/R&B - Dua Lipa
- Best Dance - Becky Hill
- Best Hip Hop / Rap - Dave
- Internationale artiest - Billie Eilish
- International Group - Silk Sonic
- Internationale doorbraak - Olivia Rodrigo
- Rising Star -  Holly Humberstone
- Songwriter of the Year - Ed Sheeran

### 2020
- British Female - Dua Lipa
- British Male - J Hus
- British Group - Little Mix
- British Breaktrough - Arlo Parks
- British Album - Dua Lipa met Future Nostalgia
- British Single - Harry Styles met Watermelon Sugar
- British Video - Little Mix  met Woman like me
- International Male - The Weeknd
- Internationaal Female - Billie Eilish
- International Group - Haim
- Critic's Choice Award - Griff
- Global Icon Award - Taylor Swift

### 2019
- British Female - Jorja Smith
- British Male - George Ezra
- British Group - The 1975
- British Breaktrough Act -
- British Album - The 1975 met A brief inquiry into online relationships
- British Single - Calvin Harris & Dua Lipa met One Kiss
- British Video - Little Mix  met Woman like me
- British Global Success -
- International Male - Drake
- Internationaal Female - Ariana Grande
- International Group - The Carters
- Critic's Choice Award - Sam Fender
- ereprijs: Outstanding contribution to music - Pink

### 2018
- British Male - Stormzy
- British Female - Dua Lipa
- British Group - Gorillaz
- British Breaktrough Act - Dua Lipa
- British Album - Stormzy
- British Single - Rag'n'Bone Man - Human
- British Video - Sign of the Times - Harry Styles
- British Global Success - Ed Sheeran
- International Male - Kendrick Lamar
- Internationaal Female - Lorde
- International Group - Foo Fighters
- Critic's Choice Award - Jorja Smith

### 2017
- British Male - David Bowie: Postuum toegekend, in ontvangst genomen door  Michael C. Hall
- British Female - Emeli Sandé
- British Group - The 1975
- British Breakthrough Act - Rag'n'Bone Man
- British Album - David Bowie - Blackstar
- British Single - Little Mix - Shout Out to My Ex
- British producer -
- British video - One Direction – "History"
- BRITs Global Success - Adele
- BRITs Icon Award - Robbie Williams
- International Male - Drake
- International Female - Beyoncé
- International Group - A Tribe Called Quest
- Critics' choice – Rag'n'Bone Man

### 2016
- British Male - James Bay
- British Female - Adele
- British Group - Coldplay
- British Breakthrough Act - Catfish and the Bottlemen
- British Album - Adele - 25
- British Single - Adele - Hello
- British producer - Charlie Andrew
- International Male - Justin Bieber
- International Female - Björk
- International Group - Tame Impala
- Critics' choice – Jack Garratt

### 2015
- British Male - Ed Sheeran
- British Female - Paloma Faith
- British Group - Royal Blood
- British Breakthrough Act - Sam Smith
- British Album - Ed Sheeran - X
- British Single - Mark Ronson feat. Bruno Mars - Uptown Funk
- British producer - Paul Epworth
- International Male - Pharrell Williams
- International Female - Taylor Swift
- International Group - Foo Fighters
- Critics' choice – James Bay

### 2014
- British Male - David Bowie
- British Female - Ellie Goulding
- British Group - Arctic Monkeys
- British Breakthrough Act - Bastille
- British Album - Arctic Monkeys - AM
- British Single - Rudimental feat. Ella Eyre - Waiting All Night
- British producer - Flood and Alan Moulder
- International Male - Bruno Mars
- International Female - Lorde
- International Group - Daft Punk
- Critics' choice – Sam Smith
- Outstanding contribution to music - Elton John

### 2013
- British Male - Ben Howard
- British Female - Emeli Sandé
- British Group - Mumford & Sons
- British Breakthrough Act - Ben Howard
- British Album - Emeli Sandé - Our Version of Events
- British Single - Adele - Skyfall
- British producer - Paul Epworth
- International Male - Frank Ocean
- International Female - Lana Del Rey
- International Group - The Black Keys
- Best Live Act - Coldplay
- Critics' choice – Tom Odell

### 2012
- British Male - Ed Sheeran
- British Female - Adele
- British Group - Coldplay
- British Breakthrough Act - Ed Sheeran
- British Album - Adele - 21
- British Single - One Direction - What Makes You Beautiful
- British producer - Ethan Johns
- International Album -
- International Male - Bruno Mars
- International Female - Rihanna
- International Group - Foo Fighters
- International Breakthrough Act - Lana Del Rey
- Critics' choice – Emeli Sandé
- Outstanding contribution to music - Blur

### 2011
- British Male - Plan B
- British Female - Laura Marling
- British Group - Take That
- British Breakthrough Act - Tinie Tempah
- British Album - Mumford & Sons - Sigh No More
- British Single - Tinie Tempah - Pass Out
- International Album - Arcade Fire - The Suburbs
- International Male - Cee Lo Green
- International Female - Rihanna
- International Group - Arcade Fire
- International Breakthrough Act - Justin Bieber
- Critics' choice – Jessie J

### 2010
- British Male - Dizzee Rascal
- British Female - Lily Allen
- British Group - Kasabian
- British Newcomer - JLS
- British Album - Florence and The Machine - Lungs
- British Single - JLS - Beat Again
- British Album of 30 Years - Oasis - (What's the Story) Morning Glory?
- International Album - Lady Gaga - The Fame
- International Male - Jay-Z
- International Female - Lady Gaga
- International Newcomer - Lady Gaga
- Critics' choice – Ellie Goulding

### 2009
- British Male - Paul Weller
- British Female - Duffy
- British Group - Elbow
- British Newcomer - Duffy
- British Live Act - Iron Maiden
- British Album - Duffy - Rockferry
- British Single - Girls Aloud - The Promise
- International Album - Kings of Leon - Only By the Night
- International Male - Kanye West
- International Female - Katy Perry
- International Group - Kings of Leon
- Outstanding Contribution to Music – Pet Shop Boys
- Critics' choice – Florence and the Machine

### 2008
- British male solo artist – Mark Ronson
- British female solo artist – Kate Nash
- British group – Arctic Monkeys
- British album – Arctic Monkeys - Favourite Worst Nightmare
- British breakthrough act – Mika
- British live act – Take That
- British single – Take That - Shine
- International male solo artist - Kanye West
- International female solo artist - Kylie Minogue
- International group – Foo Fighters
- International album – Foo Fighters - Echoes, Silence, Patience & Grace
- Critics' choice – Adele
- Outstanding contribution – Paul McCartney

### 2007
- British male solo artist – James Morrison
- British female solo artist – Amy Winehouse
- British group – Arctic Monkeys
- British album – Arctic Monkeys - Whatever People Say I Am, That's What I'm Not
- British breakthrough act – The Fratellis
- British live act – Muse
- British single – Take That - Patience
- International male solo artist - Justin Timberlake
- International female solo artist - Nelly Furtado
- International group – The Killers
- International album – The Killers - Sam's Town
- International breakthrough act – Orson
- Outstanding contribution – Oasis

### 2006
- British album – Coldplay - X&Y
- British breakthrough act – Arctic Monkeys
- British dance act – Basement Jaxx
- British female solo artist – KT Tunstall
- British group – Kaiser Chiefs
- British live act – Kaiser Chiefs
- British male solo artist – James Blunt
- British rock act - Kaiser Chiefs
- British single – Coldplay - Speed of Sound
- British urban act – Lemar
- International album – Green Day - American Idiot
- International breakthrough act – Jack Johnson
- International female solo artist - Madonna
- International group – Green Day
- International male solo artist - Kanye West
- Outstanding contribution – Paul Weller
- Pop act – James Blunt

### 2005
- BRITs25 - The Best Song Award - Robbie Williams - Angels
- British album – Keane - Hopes and Fears
- British breakthrough act – Keane
- British dance act – Basement Jaxx
- British female solo artist – Joss Stone
- British group – Franz Ferdinand
- British live act – Muse
- British male solo artist – The Streets
- British rock act - Franz Ferdinand
- British single – Will Young - Your Game
- British urban act – Joss Stone
- International album – Scissor Sisters - Scissor Sisters
- International breakthrough act – Scissor Sisters
- International female solo artist - Gwen Stefani
- International group – Scissor Sisters
- International male solo artist - Eminem
- Outstanding contribution – Sir Bob Geldof
- Pop act – McFly

### 2004
- British album – The Darkness - Permission To Land
- British breakthrough act – Busted
- British dance act – Basement Jaxx
- British female solo artist – Dido
- British group – The Darkness
- British male solo artist – Daniel Bedingfield
- British rock act - The Darkness
- British single – Dido - White Flag
- British urban act – Lemar
- International album – Justin Timberlake - Justified
- International breakthrough act – 50 Cent
- International female solo artist - Beyoncé
- International group – White Stripes
- International male solo artist - Justin Timberlake
- Outstanding contribution – Duran Duran
- Pop act – Busted

### 2003
- British album – Coldplay – A Rush of Blood to the Head
- British breakthrough act – Will Young
- British dance act – Sugababes
- British female solo artist – Ms. Dynamite
- British group – Coldplay
- British male solo artist – Robbie Williams
- British single – Liberty X – Just a Little
- British urban act – Ms. Dynamite
- International album – Eminem – The Eminem Show
- International breakthrough act – Norah Jones
- International female – Pink
- International group – Red Hot Chili Peppers
- International male – Eminem
- Outstanding contribution – Tom Jones
- Pop act – Blue

### 2002
- British album – Dido – No Angel
- British breakthrough act – Blue
- British dance act – Basement Jaxx
- British female solo artist – Dido
- British group – Travis
- British male solo artist – Robbie Williams
- British single –S Club 7 – Don’t Stop Movin
- British video – So Solid Crew – 21 Seconds
- International album – Kylie Minogue – Fever
- International breakthrough act – The Strokes
- International female - Kylie Minogue
- International group – Destiny's Child
- International male – Shaggy
- Outstanding contribution – Sting
- Pop act – Westlife

### 2001
- Best soundtrack - American Beauty
- British album - Coldplay - Parachutes
- British breakthrough act - a1
- British dance act - Fatboy Slim
- British female solo artist - Sonique
- British group - Coldplay
- British male solo artist - Robbie Williams
- British single - Robbie Williams - Rock DJ
- British video - Robbie Williams - Rock DJ
- International breakthrough act - Kelis
- International female - Madonna
- International group - U2
- International male - Eminem
- Outstanding contribution - U2
- Pop act - Westlife

### 2000
- Best selling live act – Steps
- Best soundtrack – Notting Hill
- British album – Travis – The Man Who
- British breakthrough act – S Club 7
- British dance act – Chemical Brothers
- British female solo artist – Beth Orton
- British group – Travis
- British male solo artist – Tom Jones
- British single – Robbie Williams – She’s the One
- British video – Robbie Williams – She’s the One
- International breakthrough act – Macy Gray
- International female - Macy Gray
- International group – TLC
- International male – Beck
- Outstanding contribution – Spice Girls
- Pop act – Five